# سوتيريس كايافاس
سوتيريس كايافاس (باليونانية: Σωτήρης Καϊάφας)‏، من مواليد 17 ديسمبر 1949 في نيقوسيا في قبرص، لاعب كرة قدم قبرصي سابق.
فاز بجائزة الحذاء الذهبي الأوروبي في عام 1976.
لعب مع منتخب قبرص لكرة القدم 18 مباراة وسجل هدفين.

## روابط خارجية
- سوتيريس كايافاس على موقع الاتحاد الدولي (مؤرشف)  (الإنجليزية)
- سوتيريس كايافاس على موقع الاتحاد الأوربي (الإنجليزية)
- سوتيريس كايافاس على موقع قاعدة بيانات كرة القدم.إي يو (الإنجليزية)
- سوتيريس كايافاس على موقع ناشيونال فوتبول تيمز (الإنجليزية)
- سوتيريس كايافاس على موقع عالم كرة القدم.نت (الإنجليزية)